# Clytra miyatakei
Clytra miyatakei es un coleóptero de la familia Chrysomelidae. Fue descrita científicamente por primera vez en 1981 por Kimoto & Gressitt.